# جزر فرسان
16°46′21″N 41°58′0″E / 16.77250°N 41.96667°E

جزر فرسان هي أرخبيل جزر تقع في جنوب البحر الأحمر تابعة لمنطقة جازان جنوب غرب المملكة العربية السعودية، تتكون من عدة جزر أهمها جزيرة فرسان و السقيد و قماح و دمسك و زفاف و دوشك و كيرة و جزيرة سلوبة. كما أن فرسان تحتوي على آثار عديدة من أبرزها؛ القلعة البرتغالية ومباني غرين ومسجد النجدي ووادي مطر ومنزل الرفاعي و بيت الجرمل والكدمي وقلعة لقمان والعرضي .

## التاريخ

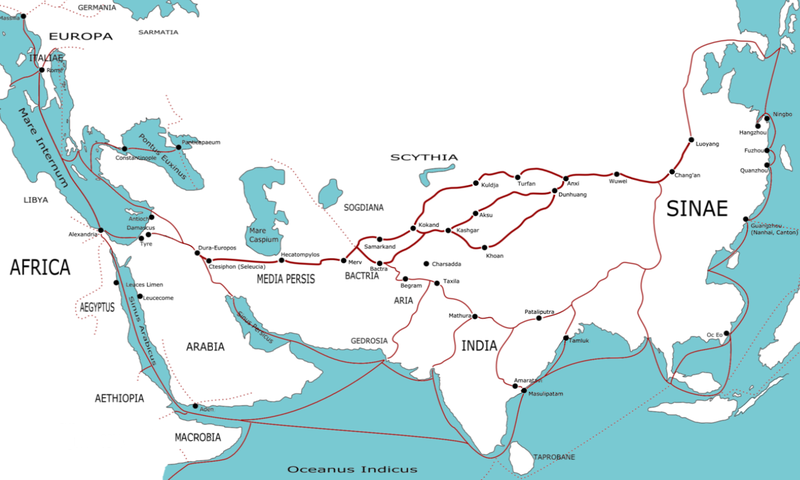
الطرق التجارية في القرن الأول الميلادي.

تأثرت جزر فرسان بالحضارات التي كانت في جنوب جزيرة العرب حيث توجد إلى الوقت الراهن آثار كشف النقاب عن بعضها وقيل أنها ترجع إلى عهد مملكة حمير. من هذا يتضح لنا أن فرسان قد ارتبطت منذ القدم بتلك الحضارات التي كانت تهتم بالناحية التجارية وبفضل ذلك فإني أُرجع فرسان إلى ذلك العهد وأنها قد عرفت تلك الحضارات الأمر الذي أدّى إلى وجود ما نشهده من آثار في الوقت الراهن، وذلك ما هو إلا نتيجة لكون تلك الجزيرة محطة التقاء واستراحة للرحلات التجارية التي كانت في أغلب الأحيان موسمية (أي أنها معتمدة على هبوب الرياح) الأمر الذي أدّى بهم إلى أن يستقروا في جزيرة فرسان ويقيموا حضاراتهم ويؤثرون في هذه الجزيرة. أما بالنسبة للوجود البرتغالي ودوره في جزيرة فرسان فإني أرى أن يكون البرتغاليون قد عرفوا هذه الجزيرة ونزلوا بها ومن الممكن أن فترة بقائهم بها ليست بتلك الفترة الطويلة ولم يتمكنوا من ترك مخلفات أثرية على الجزيرة وذلك يمكن إرجاعه إلى نشاط المماليك في البحر الأحمر الأمر الذي قد يكون قد أدّى إلى إصابتهم نوعاً ما بالقلق والذعر. 
وكذلك قرب جزيرة فرسان من دهلك ومن ميناء مصوّع فمن المحتمل أن تكون قرب المسافة من الحبشة قد حتم على البرتغاليين بأن لا يبنوا حصوناً لهم في هذه الجزيرة حيث أنهم نظروا إليها بأنها قريبة منهم، تاركين المهمة للمناطق التي تكاد تكون بعيد عنهم وذلك توفيراً لليد العاملة وللأدوات المستعملة في عملية البناء.

### في العهد العثماني
عندما وصل العثمانيون إلى البحر الأحمر استطاعوا جعلها بحيرة عثمانية، وإزاء ذلك استطاعوا السيطرة على جزر فرسان ومن المسلم به أنهم استطاعوا السيطرة على الجزيرة في القرن السادس عشر الميلادي في عام 1538م وذلك نتيجة لحملة سليمان باشا الخادم، الذي كان خط سيره من السويس إلى جدة ثم سواكن فعدن ثم قم بتتبع البرتغاليين بعد ذلك خارج حدود باب المندب. قد تكن جزر فرسان قد لفتت انتباهه خاصة أن الحملة موجهه ضد البرتغاليين، إن أي مخبأ في البحر الأحمر كان يحتم عليه الوصول إليه ليقوم بطرد البرتغاليين منه، وبذلك فإن من الأرجح أن فرسان قد ضمت للعثمانيين خلال حملته أي في عام 1538م. أما في الفترة الثانية فهي في عام 1541م عندما أراد البرتغاليون الهجوم على أكبر المواقع العثمانية في السويس الأمر الذي حتم على العثمانيين متابعتهم بعد أن لاذ البرتغاليون بالفرار إلى دهلك، ثم بعد ذلك قيام العثمانيون بعمل دوريات تجوب البحر الأحمر تحول دون البرتغاليين، فمن المحتمل إن لم يكن العثمانيون قد أخضعوا فرسان لهم في عام 1538م فإنهم فانهم تمكنوا من ذلك في عام 1541م وكيفما كان الحال في فرسان بالنسبة لإخضاعها فإنها قد هدأت نسبياً في حكمهم إلا أن الإمام المؤيد استطاع أن يقضي على سلطة العثمانيين في جنوب الجزيرة العربية وتمكن من إخراجهم في عام 1635م وأصدر أوامره في إقامة العمران في جزيرة فرسان والتي عدت تابعة لدولته، وخضعت فرسان بعد ذلك لأسرة آل خيرات التي منحتها إمارة المؤيد حكم المخلاف، وبفضل ذلك أي (بتبعية فرسان للمخلاف أولاً وخضوع فرسان لإمارة المؤيد) استطاعوا إيصال حكمهم إلى الجزيرة، ونتيجة لتبعية أسرة آل خيرات لمحمد علي باشا بات على العثمانيين أن يخضعوا جزيرة فرسان إلى سلطتهم بكل سهولة في الفترة الثانية من حكمهم، وقام العثمانيون بعملية التنظيم لهذه الجزيرة والمتمثلة في الشئون التجارية والزراعية وذك متمثل فيما أقاموه في هذه الجزيرة من قلعة وثكنات عسكرية والتي وضعت لتكون خاصة بالجنود ومندوبي الحكومة. وفي ظل التزايد الأوروبي على الدولة العثمانية ونتيجة لتقربها من الألمان أصدر السلطان عبد الحميد (فرماناً) بشأن بناء الألمان محطة للوقود في جزر فرسان وذلك في عام 1901م ولكن ذلك لم يعمر طويلاً إذ سرعان ما أصدر السلطان عبد الحميد فرماناً آخر يلغي الفرمان الذي سبق وأن أصدره وذلك نتيجة لاستخدام الألمان هذه الجزيرة بتخفي عن العثمانيين وبتسهيل من الأهالي وذلك لتخبئة الأسلحة والنفط. وبعد ذلك أي في عام 1912م خرجت فرسان عن الحكم العثماني بفضل تبعيتها للأدارسة بعد أن استطاع الإدريسي إخضاع هذه الجزيرة لسلطته وسلخها من السلطة العثمانية، الأمر الذي هدد العثمانيون في اليمن، وهكذا أصبحت الجزيرة تحت حكم الأسرة الإدريسية. 

### في العهد الإدريسي ومن ثم السعودي
أما الأدارسة الذين استطاعوا أن يضموا جزيرة فرسان إلى سلطتهم في عام 1912م. وبعد ذلك وفي بداية الأمر استخدمها محمد بن علي الإدريسي لتكون بمثابة مكان لصيد اللؤلؤ. ثم بعد ذلك استطاع محمد علي الإدريسي من عمل اتفاقية مع بريطانيا تعترف فيها حكومة بريطانيا بتبعية جزر فرسان بالادريسي وسمحوا له بإقامة قوة عسكرية له في فرسان واستطاع الإدريسي من القيام بذلك، كما استطاع أن يرفع عليها العلم الإدريسي. وقد قام الأدارسة بمهام كثيرة في جزر فرسان منها إصدار امتياز لشركة بريطانية كي تقوم بعملية الكشف عن النفط، ولكن لم يقدر لهذا المشروع الاستمرار إذ سرعان ما نشب النزاع ما بين الإدريسي وتلك الشركة، وفي ظل هذا النزاع حاولت إيطاليا أن تجعل لها مكان في جزيرة فرسان فحاولت جاهدة الفوز بامتياز فرسان، حيث جعلت شيخ فرسان الشريف أحمد الحمزي من أن يقوم بزيارة جازان كي يؤثر على الحسن الإدريسي لإلغاء معاهدة مكة التي عقدت مع الملك عبد العزيز آل سعود, وأن يعطي إيطاليا امتياز التنقيب عن النفط في فرسان. ولكن ذلك لم يؤثر على الحسن الإدريسي، ولم يحصل شيء من رغبات إيطاليا.، وبكون فرسان تابعة لجازان فقد تم الإشراف السعودي عليها. وفي ظل الإشراف السعودي فقد قام الملك عبد العزيز بعدة إصلاحات في جزيرة فرسان، منها توليته أمير على هذه الجزيرة ثم إرسال قاضي إليها كي يقوم بعملية حل القضايا البسيطة، بعد أن كانت في عهد الأدارسة تابعه قضائياً لأبي عريش. وفي ظل الإشراف السعودي لفرسان قامت بريطانيا تريد التقرب من الملك عبد العزيز لكي تحصل على المكان المناسب في فرسان، فرغبة بريطانيا في الحصول على بعض الحقوق في جزيرة فرسان حيث أن وزارة الطيران كانت تقوم بالعمل الدؤوب بشان الحصول على إذن باستخدام أحد مداخل فرسان كمحطة وقوف لخط الطيران المقترح إلى عدن. وقد كان هذا ما يخوف إيطاليا عند اجتماعهم في روما الذي عقد في 24 نوفمبر عام 1933م إلا أن شيئاً من ذلك لم يحصل ولم يسمح به الملك عبد العزيز الذي جعل من أهم بنود معاهدة مكة هو إلغاء الامتيازات التي كانت قد أقيمت بين الإدريسي وبريطانيا. أو بين الإدريسي والدول الأخرى. وبالفعل تم إلغاء تلك المعاهدات. بعد ذلك ضمت فرسان التي هي بدورها تابعة لمنطقة جازان إلى حكم ابن سعود فأعلن توحيد الدولة تحت مسمى المملكة العربية السعودية.

## الموقع

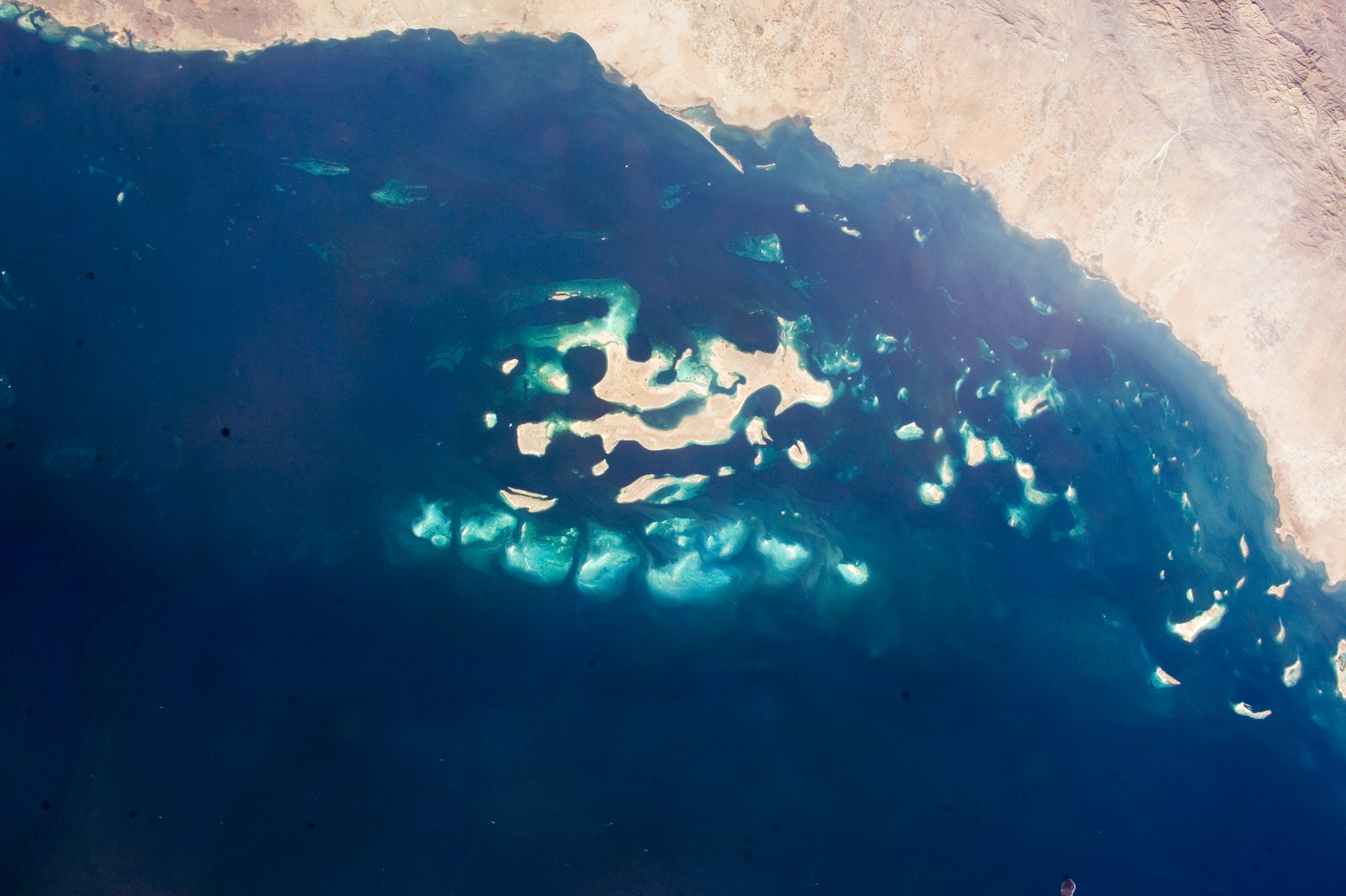
أرخبيل جزر فرسان، ويظهر موقعها بالنسبة لمنطقة جازان.

جزيرة فرسان هي إحدى الجزر التابعة لمنطقة جازان إحدى المناطق الإدارية بالمملكة العربية السعودية وتبعد هذه الجزيرة عن مدينة جازان حوالي 40 كيلوا متر تقريباً وتقع بين خط العرض 16.7 شمالاً وخط الطول 41.7 شرقاً وتقع في القسم الجنوبي الشرقي للبحر الأحمر وتبلغ مساحتها حوالي 1050 كم 2حيث تضم مجموعة كبيرة من الجزر الأخرى ليصل تعداد جزر فرسان إلى 150 جزيرة تقريباً ويصل طول شواطئها حوالي 300 كيلومتراً. وتعد جزيرة فرسان (فرسان الكبرى) هي أكبرها من حيث المساحة والتواجد السكـاني حيث إن مساحتها تصل إلى حوالي 369 كيلومتر مربع تقريباً، ويبلغ طول الجزيرة من طرفها في الجنوب الشرقي إلى طرفها في الشمال الغربي حوالي 70 كيلومتراً. وتأتي السقيد (فرسان الصغرى) الثانية من حيث المساحة والتواجد السكاني أيضاً، حيث تبلغ مساحتها حوالي 109 كيلومتر مربع تقريباً.

## التكوين الجيولوجي

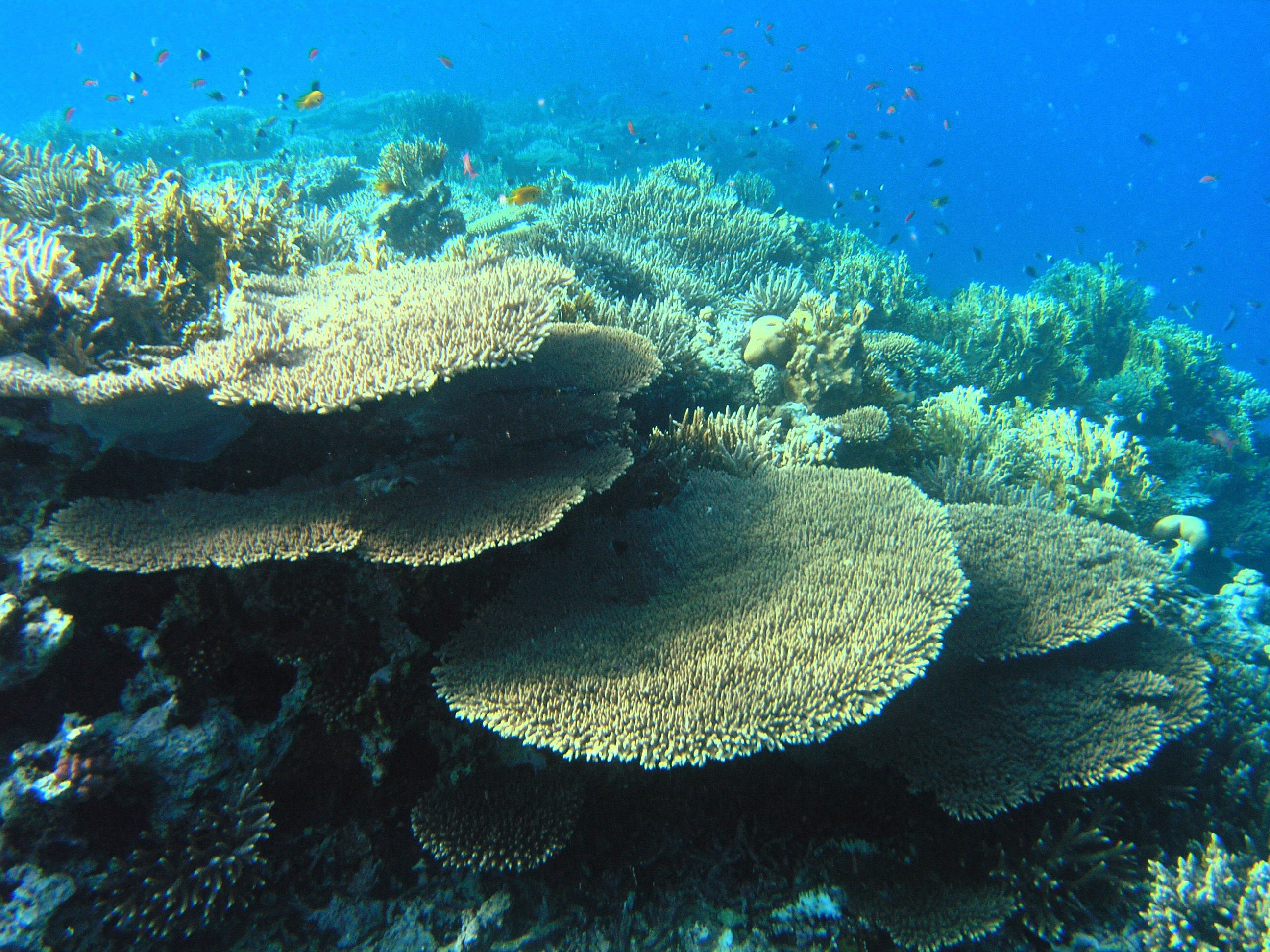
شعاب مرجانية في البحر الأحمر

تتكون جزر فرسان من مسطحات من الأحجار الجيرية الشعابية والتي لا ترتفع عن سطح البحر بأكثر من 20 متراً في المتوسط، وولدت جزيرة فرسان نتيجة لوجود كتل هائلة من الملح المايوسيني المندفع إلى أعلى مكوناً قباباً ملحية صخرية قامت برفع ما عليها من الترسبات الكلسية التابعة للزمن الثالث. وقد تعرضت هذه الجزر لعدة انكسارات وتصدعات نتيجة لتوسع البحر الأحمر في زمن البلايستوسين والذي أدى بدوره إلى عملية رفع مستمرة لهذه الجزر. وأهم التكوينات الجيولوجية في هذه الجزر الحجر الجيري الشعابي الذي يغطي كافة الجزر على شكل قشرة من الحجر الجيري الصلب الذي يحتوي على عدد كبير من الحفريات وفي شمال جزيرة فرسان توجد سلاسل من تكوينات الطين والجبس والأنهايدرايت مختلفة السُمك والتي تعرف عند سكان الجزيرة بمنطقة الجص.

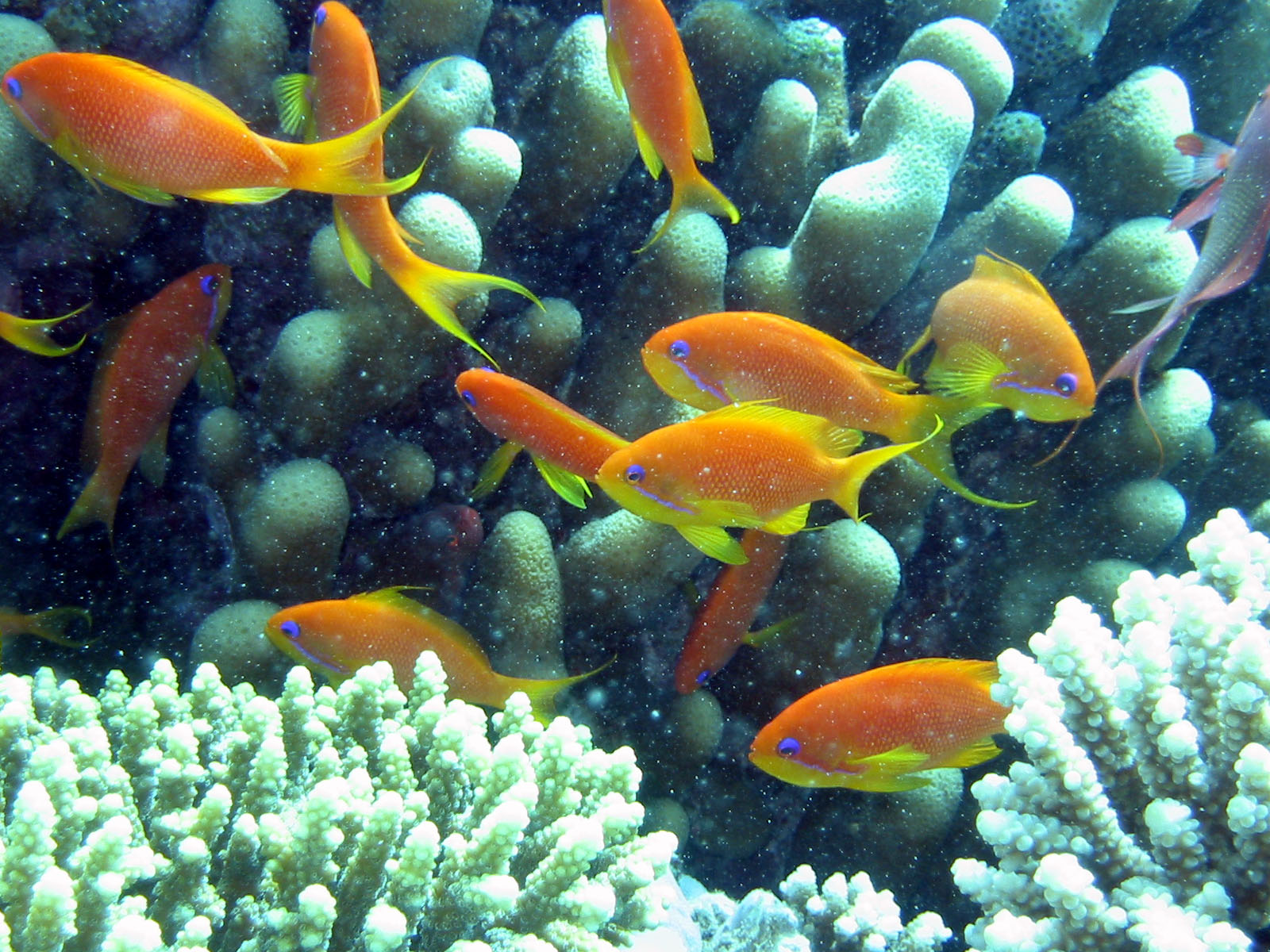
مرجان وأسماك البحر الأحمر

وحسب الدراسات فإن العمر الجيولوجي لجزر فرسان عمر حديث يتراوح ما بين ثلاثة ملايين وثلاثة ملايين وخمسمائة ألف سنة تقريباً، بينما يصل عمر منطقة جازان وسلسلة الجبال الموجودة بها إلى ثلاثة ملايين سنة فقط. كما أن معظم احتياطي النفط المكتشف بمنطقة جازان موجود في جزيرة فرسان، حيث أنه وفي عهد الأدارسة أعطيت شركات بريطانية امتياز التنقيب في المنطقة واكتشفت النفط لكن بعد معاهدة الأدارسة مع الملك عبد العزيز منعت الشركات من التنقيب وكان الملك عبد العزيز قد منحهم بديلا في المنطقة الشرقية.

## التضاريس
يتميز سطح جزر فرسان عموماً بقلة ارتفاعه عن سطح البحر والذي يتراوح ما بين 10 و 20 متراً ويزداد هذا الارتفاع عند الأطراف إلى ما يقارب 40 متراً ويصل أقصى ارتفاع له فوق مستوى البحر إلى 72 متراً. كما تنتشر الأخاديد فيها.

## الجزر المأهولة بالسكان
جزيرة فرسان والجزر التابعة لها تشكل أرخبيلا من الجزر المتناثرة المتقاربة والتي تقع في الطرف الجنوبي الشرقي للبحر الأحمر. ويبلغ عدد جزر أرخبيل فرسان ما يربوا على تسعين جزيرة. وكثير من هذه الجزر غير مأهولة بالسكان. يقدر عدد سكان فرسان 17999 حسب إحصائية عام 2010 م، وأهم الجزر المأهولة بالسكان هي :

### جزيرة فرسان

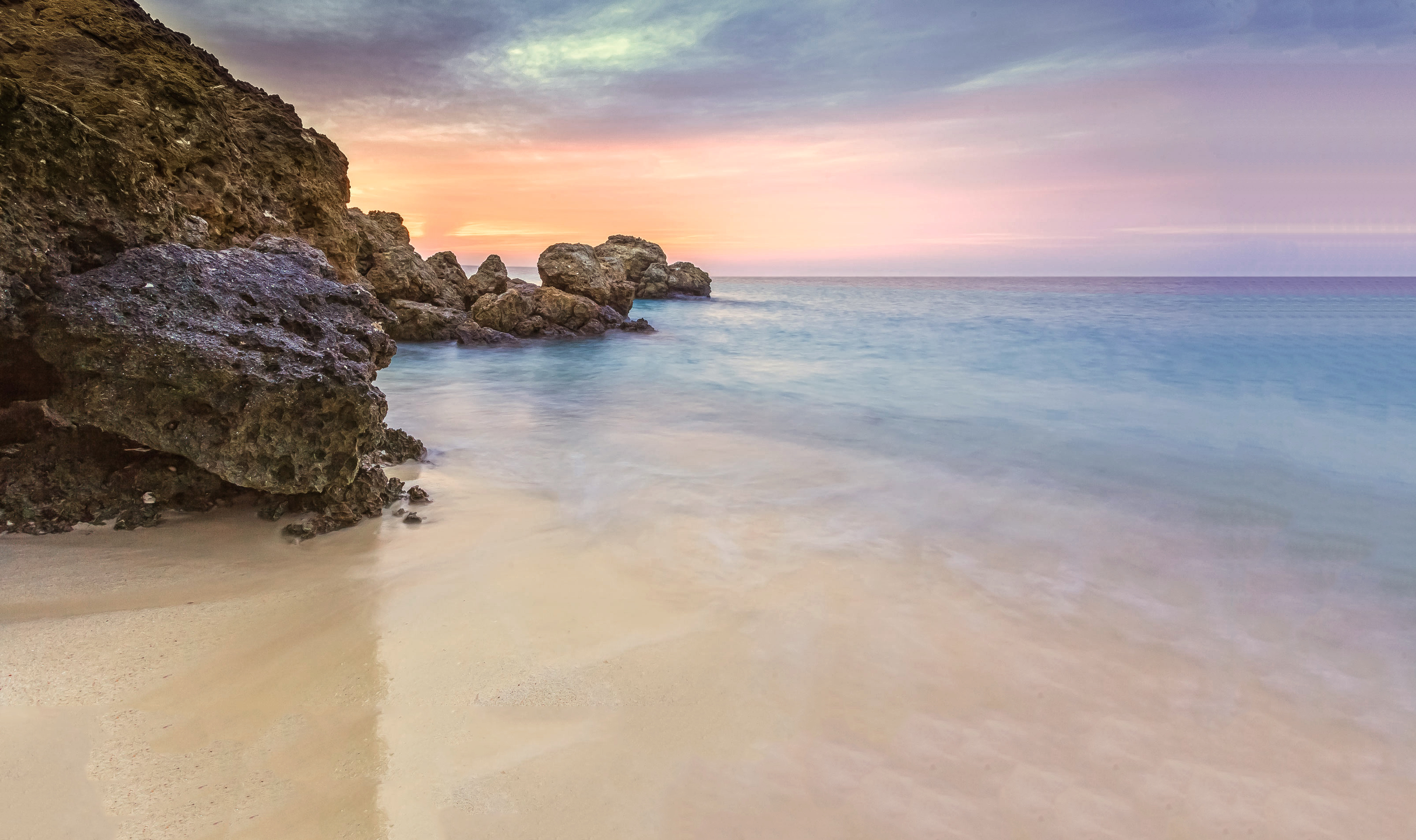
لقطة من أحد شواطئ جزيرة فرسان

أو ما تعرف بجزيرة فرسان الكبرى. ويبلغ طولها من جنوبها الشرقي إلى نهايتها في شمالها الغربي حوالي 70 كم. ومتوسط عرضها يبلغ حوالي 30 كم. وهي أكبر جزر البحر الأحمر مساحة وسكاناً وأخصبها أرضاً. وتتمتع بشواطئ خلابة ذات رمال بيضاء ناصعة ومياه ملونة جذابة. ويتبع هذه الجزيرة عدة قرى هي :
- قرية المحرق: وتقع جنوب بلدة فرسان ويقطنها عدد من السكان يمتهن الكثير منهم صيد الأسماك.
- قرية القصار: وتعتبر مصيف الغالبية من سكان بلدة فرسان التي تبعد عنها 5 كم. وبها مزارع نخيل. ومياهها عذبة وقريبة من سطح الأرض.
- قرية المسيلة: وتقع شمال فرسان وأغلب سكانها من البدو ويطلق عليهم العبوس.
- قرية الحسين: وتقع في الشمال الشرقي لفرسان، وتبعد عنها حوالي 30 كم. ويعمل سكانه بالزراعة في مواسم الأمطار وتربية الحيوانات مثل الإبل.
- قرية صير: وهي أكبر قرى فرسان وتبعد عنها 45 كم واشتهرت قديماً بتجارة اللؤلؤ ويمتهن أكثر سكانها الآن صيد الأسماك وتجارتها والذي يزود أسواق مدينة جدة بالأسماك المجففة وتزويد مدينة جازان بالأسماك الطازجة كما توجد بها محمية للغزلان حيث تعد الأكبر من بين محميات المحافظة.

### جزيرة السقيد
أحياناً تسمى السجيد أو فرسان الصغرى، وتقع في الشمال الغربي من فرسان وتأتي بعدها من حيث المساحة وعدد السكان، وتضم مجموعة من القرى. ويفصلها عن فرسان ممر مائي لا يزيد عرضه عن 300 متر ولا يزيد عمقه عن 3 أمتار في حالة المد. وأرض هذه الجزيرة منبسطة وتزين شواطئها أشجار النخيل. وتتبع هذه الجزيرة عدداً من القرى هي:
- قرية المحصور: وسكانها من البدو العبوس.
- قرية خُتُبْ: وتبعد عن السقيد حوالي 15 كم، ومن فرسان بعد بناء الجسر حوالي 45 كم. وتقع هذه القرية على الساحل الشمالي الغربي للجزيرة. ومياهها عذبة وبها مجموعة من أشجار النخيل. ويشتغل كثير من السكان بصيد الأسماك.
- قرية خولة: وتقع شمال السقيد، وتعتبر الآن شبه خالية من السكان.
- قرية أبو طوق: وتقع في الشمال.
- قرية الدومات: وتقع في شمال الجزيرة.

### جزيرة قماح
تقع هذه الجزيرة جنوب غرب فرسان الكبرى. وأقرب نقطتين بين الجزيرتين تأتي من ناحية رأس جبل شدا في الجنوب الغربي من فرسان، وبين رأس خور قماح في الجنوب الشرقي من جزيرة قماح. وتبلغ المسافة بينهما من هذين المكانين 2 كم و200 متر، إلا أن عمق مياه البحر في هذه الفجوة يصل إلى 45 متراً. وفي منطقة أخرى تسمى الهشانة بالقرب من رأس القرن في شمال غرب فرسان إلى شمال شرق قماح تصل المسافة بين الجزيرتين إلى 3 كم و 750 متراً، كما أن عمق مياه البحر في منتصف هذه المسافة لا يزيد عن ستة أمتار. وعدد سكان هذه الجزيرة قليل بسبب عدم توفر المياه العذبة، وقد كانوا قبل إنشاء محطة تحلية مياه فرسان يجلبون المياه من جازان على بعد أكثر من 75 كم بواسطة قوارب الصيد. ويعيش السكان على مهنة صيد الأسماك.

## المناطق السياحية

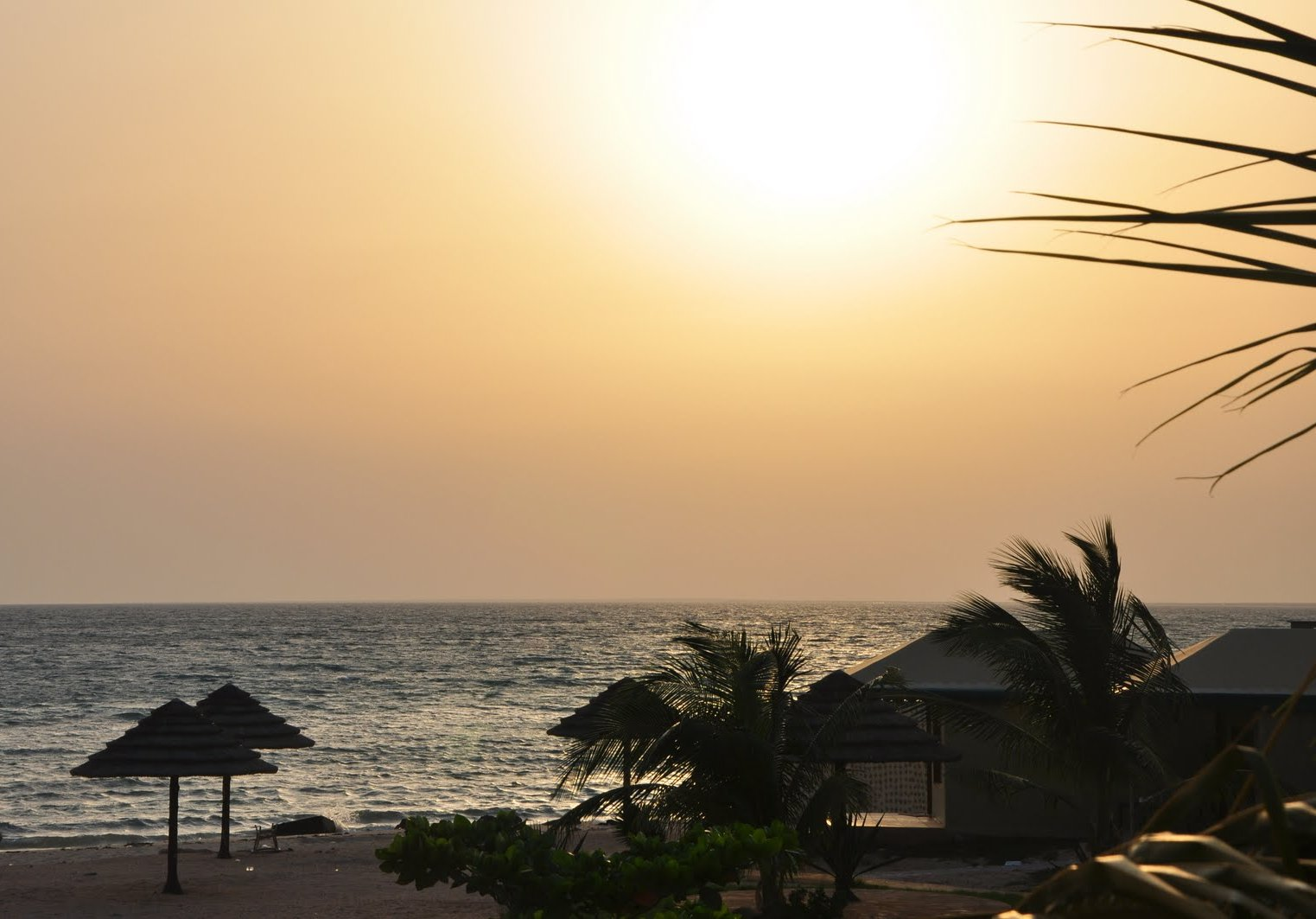
إطلالة على البحر من أحد المواقع في جزر فرسان

### ساحل عبره
منطقة ساحلية تمتد لعدة كيلومترات وتقع في الجنوب الغربي من فرسان، يقصدها سكان الجزيرة لصيد السمك، وهذه المنطقة هي المكان المفضل للرحلات بالنسبة لهم إضافة إلى كونها منطقة صالحة للتخييم مثلها مثل باقي سواحل الجزيرة، وقرية المحرق هي أقرب قرية من سواحل عبره.

### خليج الغدير
يعتبر خليج الغدير أكبر خلجان جزيرة فرسان وأكثرها وفرة من حيث الأحياء المائية ويعد الخليج من أغنى مناطق البحر الأحمر بالأحياء البحرية، وتتميز شــواطئه بأنها ذات طـبيعة خلابة بكـر. ويقصده البعض لمزاولة هواية استخراج اللؤلؤ إضافة إلى كونه منطقة للتخييم بالنسبة لزوار جزيرة فرسان في فترة العطلات، وعلى ساحله يقع أحد فنادق فرسان الذي قد جهز على أعلى مستوى.

### شاطئ رأس القرن
وهو يمتد مع خليج الغدير ولكن من خلف شركتي الكهرباء وتحلية المياه ومن خلف مركز السلاح
يعد أحد أبرز الشواطئ البكر في الجزيرة يتزاول إليه الشباب بشكل شبه يومي للسباحة والترفيه 
وما يميز هذا الشاطئ نظافته ونظافة ماؤه.

### منطقة القندل
تقع في شمال جزيرة فرسان، والطريق إليها وعر قليلاً ويحتاج إلى مرشد خبير بالطريق، وهي تتميز بمواقع ذات طبيعة خلابة حيث تقع وسط غابة من أشجار الشورى (المانجروف) وأشجار القندل التي تتخللها الممرات المائية فتعطي تلك المنطقة المزيد من السحر والجمال.

### ساحل العشة
يقع في جنوب فرسان وهو أجمل سواحل الجزيرة من حيث نظافة رماله وصفاء المياه به، لذلك فإن الكثيرين يقصدونه للسباحة.

### ساحل الفقوه
يقع في شمال قرية الحسيّن، ويعتبر من المناطق الجميلة التي يرتادها سكان الجزيرة من وقت لآخر خاصة لصيد الأسماك بالشباك والتمتع بمناظره الخلابة.
سواحل جزر فرسان تتميز بغناها بمصائد اللؤلؤ ومصائد الأسماك، وتنوعت فيها الحياة المرجانية والأحياء المائية من رخويات وقواقع، إلى جانب ذلك كله، فهي تعتبر مناطق غنية بمادة العنبر الخام الذي يشكل وجوده على سواحلها مصدراً من مصادر الرزق بالنسبة لبعض سكانها الذين يمارسون هواية البحث عنه في موسم الشتاء، ففي هذا الفصل من كل عام تهب الرياح العكسية الجنوبية الغربية الشديدة التي تهيج معها الأمواج، هذه الرياح يسمونها محلياً "الأزيب"، ففي هذا الموسم يخرج بعض الفرسانيين فيما يشبه النزهة إلى السواحل الجنوبية والغربية لهذه الجزر للبحث عما يسمونه "الصوابي"، وهي الأشياء التي تطفو على سطح البحر كالأخشاب وبعض الآنية أو الزجاجات الفارغة التي يرميها بحارة البواخر العابرة للبحر الأحمر.

## محمية جزر فرسان
تحتوي محمية جزر فرسان على العديد من الحيوانات ومن أهمها الغزلان، ولم يتم تحديد صنف غزلان جزر فرسان تحديداً دقيقاً، ويتوقع بأن العينة التي جمعت من الجزر في العشرينات من القرن التاسع عشر هي من صنف الغزال العربي الإدمي، كما يسمى أيضاً الغزال الإدمي الفرساني، والطيور كثيرة في هــذه المحمية، ولكن معــظمها طــيور بحــرية قــد تصل أعدادها لعدة آلاف، وتقل أعداد الطــيور البرية كثيراً عن أعداد الطيور البحرية، وتقــسم الطيور حسب المكان إلى ثلاثة أقسام: طيــور البحر وطيور الشاطئ وطيور البر، كذلك الغطـــاء النباتي الذي يتمثل في أشجار الشورى التــي تنــمو فــي الخلــجان المحمــية عادة مــن الأمــواج البحرية الشديدة، والتي قد يصل ارتفاعها لأكثر مــن ثلاثة أمتار، بالإضافة إلى الشعاب المرجانيــة والسلاحــف والدلافين التي يمكــن مشاهدتها في خليج الغدير.
في سبتمبر 2021، أعلن وزير الثقافة السعودي الأمير بدر بن عبدالله عن تسجيل جزر فرسان كأول محمية طبيعية سعودية على برنامج الإنسان والمحيط الحيوي "الماب"، أحد البرامج التابعة لمنظمة الأمم المتحدة للتربية والثقافة والعلوم "اليونسكو".

## مهرجان الحريد السياحي

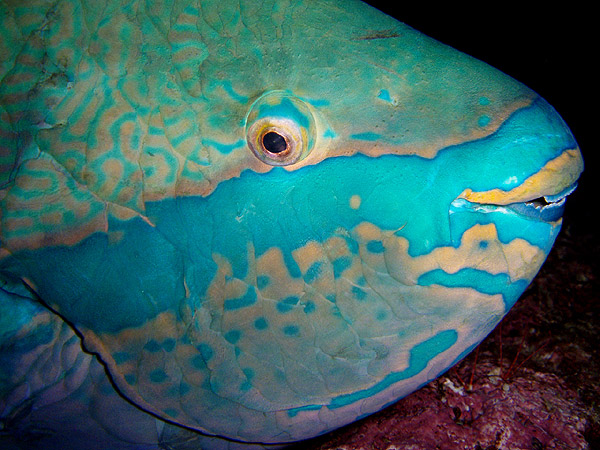
السمك الببغاء يتواجد في جزر فرسان حيث يقام مهرجان الحريد السياحي

نعود تسمية المهرجان بـالحريد إلى نوع من الأسماك المرجانية التي تشبه في شكلها الخارجي طيور الببغاء؛ واسمها باللغة الإنجليزية (Parrot Fish). 
وتعود التسمية العلمية للحريد (سمك الببغاء) إلى شكل الفم الخارجي وتنوع الألوان الجميلة التي يظهر بها هذا النوع من الأسماك وتعتبر مناطق الحيد البحري أنها الأماكن التي يعيش فيها الحريد ويتكاثر ويحصل على غذائه.
الذي يحدث في فرسان سنويا هو أن الحريد يجتمع بشكل كبير وعلى شكل مجموعات ضخمة بعضها قد يزيد فيها عد الأسماك عن 1000 سمكة في المجموعة الواحدة ويكون كرات ضخمة ويجتمع بالقرب من الشاطئ فيما يشبه الانتحار الجماعي؛ يحدث ذلك عادة في يوم واحد من السنة وعادة في نهايات شهر مارس وأول أبريل من كل عام، ولدى أهل فرسان عادات ضاربة في القدم تتعلق بهذا اليوم الذي يحتفل فيه أهل الجزيرة وينشدون الأهازيج ويؤدون الرقصات الشعبية حيث أن لهذا اليوم أهمية كبيرة في الثقافة الفرسانية.

## المواقع الأثرية
جزيرة فرسان تزخر بالعديد من المواقع الأثرية والتي أعطت الجزيرة أهمية خاصة ومن أهم هذه الآثار:
| الاسم            | الصورة | الموقع (إحداثيات)                               | سنة البناء | الوصف |
| ---------------- | ------ | ----------------------------------------------- | ---------- | --- |
| القلعة العثمانية | صورة   | 16°42′44″N 42°07′21″E / 16.712329°N 42.122526°E |            | القلعة العثمانية هي إحدى المباني الأثرية بجزيرة فرسان وأحد رموزها وتقع في شمال فرسان أي بين فرسان وقرية المسيلة على مرتفع يمنحها موقعاً إستراتيجيا لأنه يطل على عموم بلدة فرسان، هي مبنية من الحجارة والجص الموجودة خاماته بكثرة في جزيرة فرسان وسقفه مصنوع من جريد النخيل الموضوعة على أعمدة من قضبان سكة حديد. |
| منزل الرفاعي     | صورة   | 16°25′20″N 42°04′13″E / 16.42225°N 42.07022°E   |            | هو منزل تاجر اللؤلؤ أحمد منور رفاعي ويتميز بجمال تصميمه ونقوشه ويعد تحفة حقيقية في مجال الفن المعماري القديم حيث يعكس الثراء والترف بفرسان أيام ازدهار تجارة اللؤلؤ. |
| بيت الجرمل       | صورة   | 16°39′18″N 42°01′53″E / 16.655106°N 42.03146°E  | 1901 م     | عبارة عن مبنى يقع على ساحل جزيرة قماح يقال أن الألمان قاموا ببنائه بهدف جعله مستودعاً للأسلحة والذخيرة نظراً لما يمثله موقع الجزيرة الاستراتيجي من أهمية لتوفير الذخيرة لسفنهم المتجولة في البحر الأحمر أثناء الحرب العالمية الأولى، ويعتقد أن السبب في عدم إنهاء بنائه هو انتهاء الحرب سنة 1918م وعلى الرغم من الجهد المبذول في إنشاء هذا المستودع إلا أن الكثير من أعمدته قد انهارت نتيجة تآكلها بسبب عوامل التعرية. ويبلغ طوله حوالي 107 أمتار وعرضه حوالي 34 متراً. |
| مسجد النجدي      | صورة   | 16°25′18″N 42°42′04″E / 16.42176°N 42.7011°E    | 1347 هـ    | من مساجد جزيرة فرسان القديمة والذي شيده تاجر اللؤلؤ إبراهيم التميمي في عام 1347هـ وأهم ما يميز هذا المسجد هو النقوش والزخارف الإسلامية والتي تشبه إلى حد كبير تلك الموجودة في مسجد قصر الحمراء. |
| قلعة لقمان       | صورة   | 16°24′04″N 42°05′38″E / 16.40115°N 42.09376°E   |            | قلعة لقمان أو جبل لقمان كما يسميها أهالي فرسان وتقع على يسار الطريق المتجه إلى قرية المحرق وهو عبارة عن مرتفع مكون من مجموعة من الصخور مربعة الشكل تقريبا وتدل على أنها أنقاض لقلعة قديمة. |
| مباني غرين       | صورة   | 16°32′14″N 41°30′51″E / 16.53729°N 41.51419°E   |            | منطقة غرين يبلغ فيها مساحة الحجر الواحد منها حوالي 5,1 في 5,2 متراً أو أكثر كما يزن عدة أطنان. وفي موضع آخر يدعى «بالقريا» يوجد آثار مشابهة أبرز ما فيها الأسرة المصنوعة من الحجارة وبقايا غرف لا يزيد الضلع الواحد من أضلاعها عن حجرين منحوتين بشكل هندسي. ويقدر من خلال الكتابات الموجودة على بعضها أنها تعود إلى عصور ما قبل الإسلام. |
| وادي مطر         | صورة   | 16°23′26″N 42°52′54″E / 16.39053°N 42.8817°E    |            | في جنوب بلدة فرسان وعلى بعد تسعة كيلو مترات تقريباً وفي المنطقة التي تعرف «بوادي مطر» توجد بعض الأطلال ذات الصخور الكبيرة والتي كتب على بعضها بعض الكتابات الحميرية فسرت من قبل بعض الخبراء التابعين لقسم الآثار بوزارة المعارف سابقاً، بأنها كتابات حميرية تعود إلى عصور ما قبل الإسلام، والشيء الذي يميز معظم المناطق الأثرية في الجزيرة هو الصخور الضخمة المستخدمة في تلك المباني.                                                                                  |
| منطقة الكدمي     | صورة   | 16°24′15″N 42°05′24″E / 16.40405°N 42.09011°E   |            | وتقع هذه المنطقة الأثرية في قرية القصار وهي عبارة عن أبنية متهدمة ذات أحجار كبيرة يغلب عليها الطابع الهندسي ويتمثل في مربعات ومستطيلات بقايا أحجار تشبه إلى حد كبير الأعمدة الرومانية. وبعض هذه الحجارة قد لا تخلو من كتابات قديمة بالخط المسند. |
| مباني العرضي     | صورة   | 16°25′11″N 42°04′20″E / 16.41960°N 42.07218°E   |            | يقع العرضي في جنوب فرسان خلف مبنى إمارة محافظة فرسان بالضبط وهي عبارة عن مبان دائرية أو مستطيلة الشكل مبنية على شكل حلقة دائرية على مساحة لا بأس بها، وتعتبر هذه الثكنات العسكرية هي إحدى الدلائل على وجود العثمانيين بالجزيرة إبان العهد العثماني. |